# کریس بروکز (ژیمناست)
کریس بروکز (ژیمناست) (به انگلیسی: Chris Brooks (gymnast)) ژیمناست زادهٔ ۱۹ دسامبر ۱۹۸۶ میلادی اهل کشور ایالات متحده آمریکا است.